# Bodtjärnen (Svegs socken, Härjedalen, 686943-142653)
Bodtjärnen är en sjö i Härjedalens kommun i Härjedalen och ingår i Ljusnans huvudavrinningsområde.